# Грей (округ, Канзас)
Шаблон:StateAbbr_ 37°44′00″ пн. ш. 100°25′59″ зх. д. / 37.7333° пн. ш. 100.433° зх. д.
Грей (англ. Gray County) — округ (графство) у штаті Канзас, США. Ідентифікатор округу 20069.

## Історія
Округ утворений 1881 року.

## Демографія
За даними перепису
2000 року
загальне населення округу становило 5904 осіб, усе сільське.
Серед мешканців округу чоловіків було 2953, а жінок — 2951. В окрузі було 2045 домогосподарств, 1556 родин, які мешкали в 2181 будинках.
Середній розмір родини становив 3,31.
Віковий розподіл населення поданий у таблиці:
| Стать    | До 15 років | 15-21 | 22-29 | 30-39 | 40-49 | 50-65 | 65-85 | Понад 85 |
| -------- | ----------- | ----- | ----- | ----- | ----- | ----- | ----- | -------- |
| Чоловіки | 806         | 325   | 300   | 390   | 429   | 392   | 265   | 46       |
| Жінки    | 713         | 304   | 271   | 427   | 407   | 391   | 332   | 106      |

## Суміжні округи
- Фінні — північ
- Годжмен — північний схід
- Форд — схід
- Мід — південь
- Гаскелл — захід

## Виноски
1. ↑  U.S. Decennial Census. United States Census Bureau. Архів оригіналу за 26 квітня 2015. Процитовано 24 липня 2014.
2. ↑  Historical Census Browser. University of Virginia Library. Архів оригіналу за 11 серпня 2012. Процитовано 24 липня 2014.
3. ↑  Population of Counties by Decennial Census: 1900 to 1990. United States Census Bureau. Архів оригіналу за 5 червня 2019. Процитовано 24 липня 2014.
4. ↑  Census 2000 PHC-T-4. Ranking Tables for Counties: 1990 and 2000 (PDF). United States Census Bureau. Архів оригіналу (PDF) за 18 грудня 2014. Процитовано 24 липня 2014.
5. ↑  State & County QuickFacts. United States Census Bureau. Архів оригіналу за 6 червня 2011. Процитовано 24 липня 2014.(англ.) Наведено за англійською вікіпедією.
6. ↑  American FactFinder. Бюро перепису населення США. Архів оригіналу за 21 травня 2008. Процитовано 31 січня 2008.

| США | Це незавершена стаття з географії США. Ви можете допомогти проєкту, виправивши або дописавши її. |